# Joachim Gradwohl
Joachim Gradwohl (* 6. Juni 1969 in Wiener Neustadt) ist ein österreichischer Koch und Sachbuchautor.

## Werdegang
Nach seiner Ausbildung im Hotel „Post“ in Kirchschlag und der in Niederösterreich befindlichen Landesberufsschule für Gastgewerbe in Waldegg ging er nach Salzburg ins „Goldener Stern“ der Familie Döllerer  in Golling. Von dort begann seine Karriere zu den kommenden Küchenchefs wie folgt: zum „Kurhausstüberl“ unter Alfons Schuhbeck in Waging am See, weiter in das „Aubergine“ unter Eckart Witzigmann in München, dann in das „Steirereck“ in Wien unter Helmut Österreicher und später ins „Palme d´Or“ in Cannes.
Von August 1998 bis 2001 war er Küchenchef bei den „Drei Husaren“ in Wien, anschließend im „Maestro“ im Wiener Konzerthaus. Von 2003 bis 2010 war er Küchenchef im „Restaurant Meinl am Graben“ in Wien, wo er von Gault Millau mit „Drei Hauben“ und 2007 zum Koch des Jahres ausgezeichnet wurde.
Ab Juni 2011 hatte Gradwohl die Gesamtküchenleitung des Gastro-Unternehmens „Hans Schmid“ in Wien. Von September 2012 bis Mai 2013 kochte er im Wiener Restaurant „Fabios“.
Seit 2013 ist Gradwohl mit einem Partyservice selbständig.
Im Jahr 2020 hat Gradwohl das Restaurant Lilli & Jojo - Das kleine Wirtshaus in Sulztal an der Weinstraße in der Südsteiermark eröffnet.

## Auszeichnungen
- 2007 „Koch des Jahres“, Gault Millau Österreich
- 2009 „Aufsteiger des Jahres“, S.Pellegrino Österreich

## Publikationen
- Essen Sie sich jung!- Das Anti-Aging Kochbuch. Styria Pichler Verlag 2003, ISBN 3-85431-302-0.
- Leichte Küche für Genießer - Elegant & Aromatisc. „Live“-Verlag 2007.
- Die beste Glyx-Diät. „Live“-Verlag 2007.
- Das große Julius Meinl Kochbuch. Christian Brandstätter Verlag 2009, ISBN 978-3-85033-269-9.
- Herzensküche. Styria Pichler Verlag 2011, ISBN 3-85431-572-4.